# گوریفسک، کالینینگراد
شهر گوریفسک، اوبلاست کالینینگراد (به روسی: Гурьевск) در کشور روسیه و در اوبلاست کالینینگراد واقع شده‌است.